# Ectropis chrysoteucta
Ectropis chrysoteucta là một loài bướm đêm trong họ Geometridae.